# Angela Cavagna
Angela Cavagna (Genova, 6 giugno 1966) è una showgirl, cantante ed ex modella italiana.
Si è fatta conoscere dal grande pubblico a cavallo tra gli anni ottanta e anni novanta, con la sua partecipazione a diversi programmi come Trisitors e Striscia la notizia, nel quale vestiva i succinti panni dell'infermiera sexy venendo apprezzata particolarmente per il suo prosperosissimo seno. In quegli anni incise anche un disco intitolato Io vi curo, pubblicato dall'etichetta Five Record anche fuori dal territorio italiano, ottenendo successo soprattutto in Spagna. Il suo primo LP, intitolato Sex is Movin’, raggiunge i primi posti delle classifiche in Spagna, Paesi Bassi e Germania. Fu ritratta anche sulle copertine di riviste per uomini, come Playboy.
Negli anni successivi, in seguito anche alla pubblicazione di un libro che raccoglieva alcune lettere speditele dagli ammiratori, partecipò a diversi programmi televisivi come Guida al campionato e Unomattina, e ad un film, fino alla partecipazione, nel 2006, alla terza edizione del reality show La fattoria.

## Biografia

### Gli esordi e il successo aStriscia la notizia
Nata a Genova il 6 giugno del 1966 da padre lombardo, Carlo e da madre sarda, Maria Josè Sirigu. Ha tre fratelli: Pierluigi, Stefano e Giancarlo.
Nipote del pittore Federico Sirigu, da adolescente studiò danza classica alla Scala di Milano nel 1980, per poi trasferirsi nel 1981 a Reggio Emilia, per frequentare la scuola di Liliana Cosi e Marinel Stefanescu. L'anno seguente ha proseguito i corsi di danza all'Accademia di Roma e nel 1983 torna a Milano per frequentare i corsi di Brian & Garrison. Dietro consiglio degli stessi insegnanti si reca all'estero fino a diplomarsi all'Accademia Nazionale Grace Kelly diretta da Marika Bezobrazova a Monte Carlo. Ha vinto una borsa di studio al Doreen Bird College di Londra e in concomitanza è uscito il suo primo video didattico di danza di carattere, frutto della collaborazione con il maestro russo Mikhail Berkut.
Nel 1986 ha debuttato in teatro, al "Giardino degli Aranci" di Roma, con l'opera Varietà perché sei morto! regia di Ennio Coltorti con la Compagnia TuttaRoma; il programma di sala è stato curato da Teresa Gatta. Nel 1988 partecipa alle selezioni italiane di Miss Mondo.
Ha esordito del mondo dello spettacolo come corista e ballerina per le esibizioni dal vivo di Sabrina Salerno, mentre fece il suo debutto in televisione nel 1987 a Domani si gioca con Gianni Minà e nel 1989 con il programma Trisitors, condotto dal gruppo dei Trettré. Trovò la vera popolarità partecipando al celebre programma preserale Striscia la notizia, sostituendo, in qualità di "infermiera sexy", l'attrice Sonia Grey, fino al gennaio 1992. Alcune delle lettere che ricevette vennero raccolte in un libro, intitolato Sei più bella della mia capra. Cento lettere ad Angela Cavagna ed edito da Pironti Editore.
Nel 1990 lavora nella penisola iberica con partecipazioni nelle varie trasmissioni televisive condotte dal ventriloquo José Luis Moreno su Telecinco e TVE. Inizia inoltre i vari Tour con esibizioni dal vivo nella penisola. Nel 1991 il suo ruolo nella trasmissione serale di Antonio Ricci suscitò diverse polemiche; ci furono infatti proteste da parte di medici e infermiere che ritenevano l'immagine data dalla showgirl durante il programma e che risaltava la prosperosità e la sensualità della ragazza, lesiva – a loro dire – dell'immagine della categoria. Nello stesso anno suscitò scalpore anche una lotta mediatica tra la Cavagna, supportata dal manager e allora marito Orlando Portento, e Sabrina Salerno, cantante con la quale aveva collaborato agli esordi. La prima accusò la Salerno di essersi sottoposta a interventi di chirurgia estetica per aumentare le misure del seno e delle labbra; lo scontro ebbe una grande eco mediatica e finì in aula di tribunale, dove la cantante chiese un risarcimento danni rivendicando l'autenticità dei seni e delle labbra.
Successivamente all'esperienza di Striscia la notizia, nel giugno del 1992 ha assunto il ruolo di valletta anche nell'estivo TG delle Vacanze, condotto dal duo comico Gigi e Andrea. Nel 1992 incise un disco, pubblicato prima nel resto d'Europa e poi in Italia intitolato Io vi curo e contenente nove brani cantati in spagnolo e inglese.
Posò spesso in riviste per soli uomini. Le furono dedicate anche alcune copertine, in Italia, come con Playboy (settembre 1989, marzo 1992), Excelsior (giugno 1991, agosto e gennaio 1992, luglio 1994), Penthouse (luglio 1995) o Playmen (agosto 1994, giugno 1996), e all'estero (ad esempio la copertina dell'edizione olandese di Playboy del settembre 1990). La cosa destò particolare scalpore perché la Cavagna aveva difeso più volte la propria verginità, che avrebbe infine perso a 29 anni nel 1996, come riferito da numerosi quotidiani.
È presente una sua piastrella in ceramica firmata sul famoso Muretto di Alassio.

### DopoStriscia la notizia
Nella stagione 1993-1994 è stata scelta come inviata per il programma Detto tra noi, insieme a Marta Marzotto, per Rai 2. Nel 1996 ha partecipato alla sua seconda opera teatrale al Teatro Verdi di Firenze, andando in scena come protagonista femminile della commedia Un bicchiere vuoto, due atti e sei quadri di Vinicio Gioli con Giorgio Ariani e la partecipazione di Carmine Balducci, Cristiano Militello e Andrea Muzzi e musiche di Ron. Nello stesso anno ha recitato nel ruolo di Genuflessa nel film comico Chiavi in mano e, nella stagione 1995/1996-1997, è stata valletta di Guida al campionato. Nelle stagioni 1998, 1999, 2000 e 2001 partecipa in qualità di opinionista in varie trasmissioni televisive quali Italia sul 2 su Rai 2, Buona Domenica su Canale 5, Domenica In su Rai 1.

### Gli anni 2000

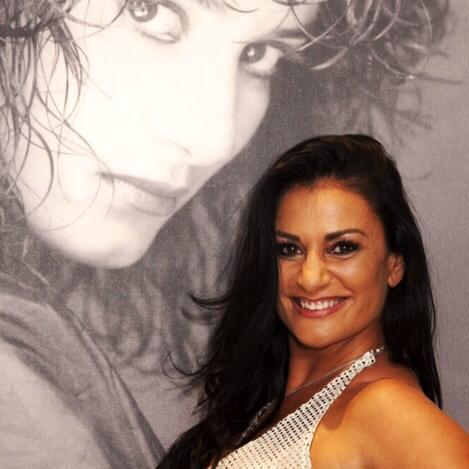
Angela Cavagna

Nella stagione 2002 e 2003, conduce gli esterni di Unomattina su Rai 1 e sempre per Unomattina segue i collegamenti del programma Torno sabato - La Lotteria condotto da Giorgio Panariello. Nel 2006 ha preso parte alla terza edizione del reality show La fattoria, su Canale 5, dal quale fu inizialmente eliminata la prima sera ma riuscì poi a rientrare nel gruppo dei concorrenti in sostituzione dell'attore Alvaro Vitali restando nel reality fino alla semifinale. Nel dicembre 2015 è passata a nuove nozze con l'imprenditore Paolo Solimano, insieme al quale si è trasferita a vivere a Tenerife. Nel maggio 2017 viene nominata, insieme al marito, rappresentante commerciale della Guinea-Bissau presso l'Unione europea.

## Programmi televisivi
- Domani si gioca (Rai 3, 1987)
- Trisitors (Italia 1, 1988)
- Striscia la notizia (Canale 5, 1990-1992)
- Il TG delle vacanze (Canale 5, 1991)
- Detto tra noi (Rai 2, 1993-1994)
- Guida al campionato (Italia 1, 1995-1997)
- Italia sul 2 (Rai 2, 1998-2001)
- Buona Domenica (Canale 5, 1998-2001)
- Domenica in (Rai 1, 1998-2001)
- Unomattina (Rai 1, 2002-2003)
- Torno sabato - La Lotteria (Rai 1, 2002-2003)
- Stupido Hotel (Rai 2, 2003)[19]
- La fattoria 3 (Canale 5, 2006)

## Discografia

### Album
- 1990 – Sex is movin' (Five, FM 13654)
- 1992 – Io vi curo (Five, CD FM 8012-2)

### Singoli
- 1989 – Dynamite (Five, FM 13228)
- 1990 – Easy Life (Blanco y Negro, MX-244)
- 2008 – Time (LED Records, LED 2116)
- 2008 – Killing my love (Vibration, VIB 124)

## Filmografia
- Chiavi in mano, regia di Mariano Laurenti (1996)